# 中森あきない
中森 あきない（なかもり あきない、2月6日 - ）は、東京都出身のものまねタレント、グラビアアイドル、歌手。サンミュージックを経て、代表を務めている「エンターテイメントオフィスあきないアート（あきないアート）」所属。

## 概要
1996年にAVデビュー。当初は、高原奈美という芸名で活動。アダルトビデオの活動と平行して「ギルガメッシュNIGHT」(ピーチガールズのメンバー・高原奈美として出演)や「トゥナイト2」などの深夜番組にも出演した。
芸名が示す通り、中森明菜のものまねで知られているが、中森に先行して安室奈美恵のものまねを手がけていることから、「安室 奈美似」の芸名も持つ。所属事務所である「あきないアート」代表を自ら務めている。
音楽ユニット「Current」のメンバーとしてCDデビュー。その後は単独でグラビアアイドルの活動やCD発表などを行ってきたが、その後安室奈美恵のそっくりさんとしてものまねタレントとしての活動を開始した。その関係で、2012年からは「安室奈美似」の芸名でも活動している。
その後中森明菜のそっくりさんとしての活動も始め、こちらでの芸名は当初「中森商売い」であったが、その後「中森あきない」に改める。
2014年5月にAVデビュー。
同年11月、実の母が階段から転倒し、急性脳梗塞血腫となり、重度の昏睡状態となり、仕事以外は24時間の介護生活を送る。

## 主なものまねレパートリー
- 中森明菜
- 安室奈美恵
- 浜崎あゆみ
- 山口百恵
- 松田聖子
- 森高千里
- 本田美奈子.

など。

## 作品

### イメージビデオ
- センチュリオン（2010年12月2日、グラッツコーポレーション）
- Erotic and Excites（2012年10月9日、グラッソ）
- Deep Love（2013年3月22日、type-R）

- rubyの輝き（2016年11月20日、グラッソ）[3]
- No Limit （2019年12月20日、グラッソ）
- あきさせないわよ AKINAI（2021年5月28日、スパイスビジュアル）
- Forever Barbie/中森あきない（2022年9月28日、スパイスビジュアル）

### アダルトビデオ
- DESIRE（2014年5月1日、MUTEKI）[4]

### CD
- 許してマリア(グループ「current」名義)

## 出演

### TV
- ギルガメッシュNIGHT(テレビ東京)※1996年～1998年まで出演
- アイドル共和国(テレビ朝日)
- ランク王国(TBS系列)
- トゥナイト2(テレビ朝日系列局)

### ウェブTV
- 千原ジュニアのキング・オブ・ディベート（2018年1月14日、AbemaTV）[5]